# Antiguo convento de la Encarnación de San Cristóbal de Las Casas
El antiguo convento de la Encarnación de San Cristóbal de las Casas (actualmente, templo del Carmen), en la localidad homónima de San Cristóbal de Las Casas, es uno de los conjuntos arquitectónicos más bellos, emblemáticos y relevantes del estado de Chiapas. La fundación del convento se remonta a la última década del siglo XVI, y su construcción se encuentra estrechamente vinculada con el desarrollo de la organización social, política, económica y cultural de aquella zona de la entonces provincia de Guatemala. 

## Fundación del convento
La fundación del convento de la Encarnación fue resultado, en buena medida, de las solicitudes de los habitantes españoles, entre ellos los encomenderos de Ciudad Real, a las autoridades (1587) para acomodar a sus hijas o “descendientes legítimas” y proporcionarles la protección (a sus honras), cuidados y la educación correspondiente a su posición dentro de la sociedad. Así mismo podía asistírseles y prepararlas para la vida en matrimonio o bien en el mejor de los casos, educarlas para la vida conventual. Desde luego, el convento de la Encarnación recibió a mujeres de diversas calidades y edades, como hijas de españoles “ricos”, que entraban con sus asistentes domésticas, así como jóvenes que planeaban ser monjas y que compartían el espacio y la vida religiosa con algunas solteras y viudas (españolas, criollas y ocasionalmente indígenas).
La petición de los habitantes de Ciudad Real fue atendida con prontitud por las autoridades reales, y el Rey Felipe II autorizó la fundación del monasterio por Real Cédula fechada el 30 de noviembre de 1595:

El Rey.

[…] por parte de la Ciudad Real se me ha suplicado […], que atento a que había en ella doscientas y treinta y seis doncellas nobles, hijas de descubridores y pobladores pobres y que por serlo y conservar su virtud en recogimiento, deseaban fundar un monasterio de monjas, le hiciese merced de dar licencia para ello […], como por la presente doy licencia de fundar el dicho monasterio con que sea dentro de la ciudad, debajo de la invocación de Nuestra Señora de la Encarnación […].
Cédula real (fragmento)

El convento quedó bajo la advocación de Nuestra Señora (o Virgen) de la Encarnación, y al cuidado de religiosas de la orden de la Inmaculada Concepción o Concepcionistas franciscanas, que para ese entonces ya habían fundado otros claustros en Nueva España, buena parte de ellos ubicados en la Ciudad de México, pero que también los hubo en Guadalajara, Mérida, Oaxaca, y Puebla, y otro en Guatemala.
Éstas primeras inquilinas, tres monjas dirigidas por la madre superiora María de la Concepción, que habitaron en el convento fueron traídas del de San Jerónimo de Guatemala, a petición del obispo de Ciudad Real, fray Andrés de Ubilla. Su traslado recayó en el chantre de la Catedral de San Cristóbal, don Gabriel de Avendaño, y del prebendado Cristóbal de Velasco. El 1 de mayo del año de 1610 se verificó el ingreso solemne de las monjas en su nueva casa de oración y recogimiento, conducidas en procesión por las órdenes de Santo Domingo y San Francisco, las autoridades civiles y habitantes del pueblo en general con una fiesta y un Te Deum.

## Construcción
El espacio concedido para fundar el convento correspondió a los predios pertenecientes al que en ese entonces era el templo de San Sebastián Mártir (1595), de quien, según indicaciones, se conservaría “la memoria, advocación e devoción…”; seguidamente se construyeron los demás edificios y habitaciones anexas a éste. De la dicha construcción se ocuparon albañiles traídos (seguramente) de Oaxaca y Guatemala bajo la dirección del fraile de la orden de Predicadores, fray Tomás de Blanes. En buena medida el templo se construyó gracias a la aportación de donaciones en especie y de solares cedidos por los habitantes de Ciudad Real, para que las novicias habitaran en él con comodidad y decoro, lo que, sin embargo, no les exentó de posteriores problemas. La construcción del claustro fue un tanto lenta lo que impidió que las monjas lo habitasen propiamente, por lo que se tuvo que ofrecer alojamiento provisional (por cuatro meses) en una finca limitada al palacio episcopal hasta que, finalmente, en el mes de septiembre de ese año pudieron entrar en posesión de su convento.
La vida dentro del convento no resultó, sin embargo, ser del todo sencilla y acogedora. El monasterio y sus habitantes llegaron a verse expuestos a graves problemas de salubridad como, por ejemplo, las epidemias de viruela y sarampión acaecidas en 1750; así mismo, algunos siniestros que se produjeron en Ciudad Real, especialmente por las desastrosas inundaciones ocurridas en los años 1652, 1676, 1785, 1864 y 1868; e incendios y terremotos ocurridos entre 1676 y 1679, lo que acarreó nuevos problemas financieros para la reparación del convento y sustento de sus novicias.

## Interior del templo
Los documentos de la época, así como investigaciones contemporáneas, han sugerido cómo pudo ser el interior del convento y la dedicación al culto en el momento de su fundación. Según la documentación original, el Cabildo catedralicio de Ciudad Real, benefactor del convento, registró los retablos, ornamentos y santos del templo: 
“asimismo ayudamos al dicho convento e monasterio con la imagen de Nuestra Señora que se ha de poner en el Altar Mayor y los retratos e imágenes de San Agustín, San Gregorio, San Ambrosio, San Jerónimo, el retrato del papa Pío V y un Agnus Dei, todo para el culto y ornato del dicho altar mayor de dicho convento”.
Respecto al inmueble, se cuenta con una descripción realizada antes del incendio ocurrido el 23 de marzo de 1993, que consumió buena parte del templo:
la nave del convento conduce al crucero, con un solo brazo y que funciona como capilla. […] ésta aún conserva en su interior esculturas estofadas y policromadas de los siglos XVII y XVIII, como la del crucifijo de escuela guatemalteca. Esta capilla se erigió para albergar la cofradía de “Nuestra Señora del Carmen” en 1764.
El templo conservaba, entre otras cosas, el alfarje de madera labrada y entrelazada en su techo, además de contar con numerosos retablos de tipo neoclásico. También se conservaba un retablo con cinco pequeñas pinturas de santos, entre ellos a San Joaquín y a la sagrada familia. Frente a este retablo se ubicaba un nicho central que guardaba a Santa Ana con la Virgen niña, manufactura del siglo XVIII. Se mencionó con anterioridad que el convento fue construido en el espacio que pertenecía al templo de San Sebastián (cuya imagen de excelente manufactura guatemalteca se perdió en el incendio de 1993); por tal razón se explica el por qué la estructura conventual no corresponda a la usual tendencia arquitectónica de las portadas gemelas que se observan en la mayoría de los templos para monjas fundados en Nueva España. Con la exclaustración acontecida en la segunda mitad del siglo XIX, muchos de los retablos, pinturas y ornamentos del templo serían expropiados, enajenados o, quizás, trasladados a otros monasterios; muchos otros, con seguridad, fueron destruidos.

## Torre o campanario mudéjar
Uno de los elementos arquitectónicos más llamativos del antiguo monasterio de la Encarnación es la famosa torre mudéjar (1677), denominada así por Manuel Toussaint en razón de sus semejanzas con la arquitectura mudéjar española, que encontró novedosas adaptaciones en el nuevo mundo. La torre está compuesta de tres cuerpos con características propias, pues aunque los tres poseen como base una planta cuadrada, su estructura denota una función distinta. La base principal cuenta con un arco de acceso que servía como punto de unión entre el convento y el templo, además de funcionar como acceso a diversas partes de la ciudad a pie o con carruaje; mientras que el segundo cuerpo, de proporciones menores, cuenta con ventanas y una rica decoración de elementos compuestos con argamasa, era el acceso al antecoro; finalmente el tercer cuerpo, más pequeño, cuenta con ventanas que permiten ver las campanas, y remata con una cúpula cuya colocación data del siglo XVIII.

## Vida cotidiana
La vida dentro del claustro se regía por la cotidianidad habitual de los conventos de la Nueva España, enlazada en las prácticas religiosas y en la educación, lo que no desvinculaba a las novicias de la vida social del mundo exterior; por el contrario, las oraciones diarias y las enseñanzas (del mismo orden moral religioso) ofrecidas a las niñas de la ciudad, así como otros servicios hechos en beneficio de la población y de sus almas. La enseñanza se fundamentaba o dividía en tres aspectos: doctrina cristiana (catecismo), elemental (lectura y escritura en español y latín, y la enseñanza básica de las matemáticas) y los oficios “mujeriles”, es decir lo que estuviera relacionado con el cuidado en el hogar (bordar, tejer y cocinar). Había que formar mujeres con principios cristianos, como las futuras madres que debían de ser.

### Ingreso, orden y normas dentro del claustro
Al momento de ingresar al convento, las novicias debían cumplir con una serie de requisitos (que no siempre fueron respetados) y someterse a las reglas y votos correspondientes de la orden: de obediencia, de pobreza, de castidad y de clausura. De los reglamentos se destacaban dos: el de la regla general concepcionista y el interno, pues ambos regulaban la vida cotidiana y las facultades de la orden de la orden dentro del convento. Uno de los capítulos de estos reglamentos especificaba, entre otras cosas, la forma del hábito: “Sea el hábito una túnica y escapulario blanco de estameña, y un manto de estameña o paño vasto de color cielo azul, traigan el manto y escapulario de Nuestra Señora, cerca de los rayos del sol, con corona de estrellas en la cabeza, con guarnición llana y decente, que no sea de oro, piedras y esmaltes…”. Cabe señalar que la población del convento se componía de monjas de velo negro (profesas), monjas de velo blanco (novicias), por mujeres sin voto (generalmente viudas, y niñas (tanto jóvenes como ancianas).

### Administración e ingreso de bienes en el convento
La fundación del convento, como se dijo, contó con el apoyo real, es decir, con una donación anual de quinientos pesos; pero además el convento obtenía ingresos por medios diversos, entre los que se podían contar las limosnas y las donaciones, el cobro de réditos sobre propiedades (que ocasionalmente no eran pagadas a tiempo, ocasionando muchos problemas legales), las capellanías erigidas por las mismas religiosas al ingresar al convento, etc. Las dotes fueron una entrada común de ingresos para el sostenimiento del convento, pues, según parece, la cantidad exigida para entrar variaba de quinientos hasta dos mil quinientos pesos, aunque ocasionalmente se llegaron a aceptar mujeres sin ella, o se les buscaba una persona acaudala que las apoyase. También ayudaron los cobros hechos por la educación proporcionada a las niñas, así como la recepción de multas cobradas a reos; el apoyo otorgado por los obispos y otras autoridades, así como las herencias recibidas y la ayuda de la cofradía de Nuestra Señora del Carmen, propia del templo, solventaron los gastos y sustento para las novicias.

### Exclaustración
La vida cotidiana de las monjas del convento de la Encarnación de Ciudad Real debió verse afectada substancialmente ya entrado el siglo XIX, durante el largo periodo de guerra de independencia, aunque no se ha investigado con más profundidad dicha circunstancia. Lo cierto es que, para mediados de este siglo, la aplicación de reformas implementadas por el gobierno de Benito Juárez sobre los conventos de religiosas y frailes afectaron radicalmente la vida de todas las órdenes religiosas en territorio mexicano, y finalmente entre los años de 1861 a 1863 se decretó la exclaustración del convento de la Encarnación de San Cristóbal, verificándose esto en 1867, lo que obligó a las monjas a salir de sus antiguos aposentos (que serían convertidos en un acantonamiento, para ser luego fraccionados) y resguardarse en casas particulares cercanas a su convento donde algunas sobrevivieron dificultosamente, manteniéndose por medio de la confección de galletas y la preparación de otras golosinas, hasta sus últimos días.